# 모털 엔진
《모털 엔진》(Mortal Engines)은 2018년 개봉한 뉴질랜드, 미국의 SF, 액션, 모험 영화이다. 필립 리브의 SF 소설 시리즈 견인 도시 연대기의 첫 번째 작품 《모털 엔진》을 영화화했다. 반지의 제왕 사단 피터 잭슨, 프랜 월시 등이 제작하고 크리스천 리버스가 연출을 맡았으며, 헤라 힐마르, 로버트 시핸, 지혜, 휴고 위빙, 스티븐 랭이 출연했다.

## 줄거리
천 년 이상이 흐른 미래. '60분 전쟁'으로 알려진 대재앙 이후 세계가 붕괴하고, 살아남은 인류는 재집결하여 이동형 도시인 '견인 도시(Traction Cities)'를 형성한다. '도시진화론'의 철학 아래 이러한 견인 도시들은 더 작은 견인 도시들과 정착촌을 무력으로 흡수하여 세력을 키운다. 이에 반대하는 이들은 '반견인 도시 연맹'을 형성하여 '산궈'라는 이름의 정착지에 숨어들었고 거대한 장벽으로 둘러 싸 견인 도시를 막아내고 있다. 한편 21세기의 기술들은 '옛 기술'이라 불리며 중요한 유물로 다뤄지고 있다.
거대 견인 도시 런던은 작은 광산 도시 '잘츠하켄'을 사냥하여 그 인구와 자원을 흡수한다. 하층민 역사학도 톰 내츠워디는 친구 케이트와 함께 잘츠하켄에서 발견될 옛 기술을 찾아 흡수 현장으로 향하고, 그곳에서 케이트의 아버지이자 역사학 길드의 수장 새디어스 밸런타인을 만난다. 그때 잘츠하켄 주민들 틈에 끼어 있던 헤스터 쇼라는 소녀가 밸런타인을 암살하려 덮친다. 그러나 톰의 제지로 헤스터의 암살은 실패하고, 달아나는 헤스터를 톰이 필사적으로 뒤쫓는다. 런던의 끝자락에서 헤스터는 밸런타인이 자신의 어머니를 살해했다고 밝히고 도시 바깥으로 떨어진다. 톰이 이 사실을 뒤따라온 밸런타인에게 알리자, 밸런타인이 톰도 런던 밖으로 밀어버린다.
미아가 된 톰은 어쩔 수 없이 헤스터와 동행하게 된다. 그들을 노리는 해적단을 피해 '스커틀버그'라는 차량에 몸을 숨긴다. 그러나 그곳의 주인은 또한 톰과 헤스터를 노예로 팔아치우려는 이들이었다. 노예 시장에서 매매되기 직전, 반견인 도시 연맹의 애나 팽이 나타나 노예주들을 처단하고 톰과 헤스터를 구해 달아난다. 애나는 헤스터의 어머니 판도라와 인연이 있는 사이였다. 그때 판도라가 죽은 후 헤스터를 키워준 사이보그 병사 '슈라이크'가 나타난다. 헤스터는 슈라이크 밑에서 부활군 병사로 자라날 예정이었으나 밸런타인을 죽이기 위해 달아났었고, 슈라이크는 헤스터를 데려가려 한다. 톰과 헤스터, 애나는 슈라이크를 떼어놓고 공중 도시 에어 헤이븐으로 이동한다. 한편, 런던에서 케이트는 아버지 밸런타인이 톰을 떠밀었고, 옛 기술을 이용한 무서운 계획을 꾸미고 있음을 알게 된다.
에어 헤이븐에서 톰과 헤스터, 애나 일행은 반견인 연맹원들을 만난다. 연맹원들은 헤스터를 심문하여 판도라가 발견한 옛 기술 유물이 '60분 전쟁'의 원인이었던 양자 에너지를 이용한 무기 '메두사'였고 밸런타인이 이를 재탄생시켜 전쟁을 일으키려 함을 알게 된다. 그때 슈라이크가 다시 나타나 에어 헤이븐을 쑥대밭으로 만든다. 격렬한 싸움 끝에 톰을 죽이려는 자신을 막아서는 헤스터를 보고, 헤스터가 톰을 사랑함을 깨달은 슈라이크는 기능을 정지한다. 이후 헤스터 일행은 산궈로 이동하여 밸런타인을 막기 위해 반견인 연맹을 결집하려 한다. 그리고 헤스터는 어머니가 남긴 유품인 목걸이가 메두사를 정지시킬 열쇠 '크래시 드라이브'임을 깨닫는다. 그리고 그 무렵, 밸런타인은 메두사를 완성시키고 쿠데타를 벌인 뒤, 산궈로 진격하여 메두사로 장벽을 파괴하기 시작한다.
헤스터 일행은 런던에 침투하여 메두사를 정지시키려고 한다. 세인트폴 대성당에서, 애나가 밸런타인을 막아서고 결국 목숨을 잃지만, 그 사이 헤스터가 크래시 드라이브로 메두사를 파괴하는 데 성공한다. 계획이 좌절된 밸런타인은 발악으로 런던을 장벽에 충돌시키려 하지만, 톰이 아버지를 막으려던 케이트의 도움을 받아 런던의 심장을 파괴한다. 밸런타인은 타고 있던 비행선이 추락하고 런던의 무한궤도에 깔려 죽는다. 전투가 끝나고 케이트가 이끄는 런던인들은 산궈와 평화 협정을 맺는다. 톰과 헤스터는 연인이 되어 모험을 떠난다.

## 출연
- 헤라 힐마르/포피 매클라우드(아역) - 헤스터 쇼 역
- 로버트 시핸 - 톰 내츠워디 역
- 휴고 위빙 - 새디어스 밸런타인 역
- 지혜 - 애나 팽 역
- 로넌 래프터리 - 베비스 포드 역
- 레일라 조지 - 캐서린 "케이트" 밸런타인 역
- 패트릭 맬러하이드 - 매그너스 크롬 시장 역
- 스티븐 랭 - 슈라이크 역
- 콜린 새먼 - 처들리 포머로이 역
- 레게이장 페이지 - 캡틴 코라 역
- 메닉 구너래트니 - 사티아 역
- 프랭키 애덤스 - 야스미나 역
- 레이뷔르 시귀르다르손 - 닐스 역
- 칸 웨스트 - 토아 역
- 캐런 피스토리어스 - 판도라 쇼 역
- 마크 미친슨 - 뱀브레이스 역
- 앤드루 리스 - 허버트 멜리펀트 역
- 키 챈 - 콴 역
- 세라 피어스 - 트윅스 박사 역
- 에런 잭슨 - 겐치 역
- 린다 레스터 - 메두사 역(목소리 출연)